# Jobs – Gondolkozz másképp
A Jobs – Gondolkozz másképp (eredeti cím: Jobs) 2013-ban bemutatott amerikai életrajzi-filmdráma, amely Steve Jobs életét mutatja be 1974-től, amikor még a Reed kollégium hallgatója volt, egészen az iPod 2001-es bemutatásáig. A játékfilm rendezője Joshua Michael Stern, a producerei Stern és Mark Hulme. A forgatókönyvet Matt Whiteley írta, zenéjét John Debney szerezte. Steve Jobs-ot Ashton Kutcher alakítja, Josh Gad pedig az Apple Computer társalapítóját, Steve Wozniak-ot.
A film világpremierje a 2013-as Sundance Filmfesztiválon volt, majd Amerikában 2013. augusztus 16-án mutatták be a mozikban.

## Cselekmény
A cselekmény 2001-ben kezdődik, amikor Steve Jobs bemutatja az iPod médialejátszót.
Ezt követi egy visszapillantás a Reed College-ba 1974-ben. Jobs a magas tandíj miatt már kimaradt a főiskoláról, de továbbra is jár órákra, különösen a kalligráfia kurzusra, amelyért lelkesedik. Jobs találkozik barátjával, Daniel Kottkével, aki érdeklődve veszi észre, hogy Jobsnál ott van Ram Dass: Be Here Now című könyve. A könyv és az LSD-vel kapcsolatos tapasztalataik által inspirálva Jobs és Kottke Indiában töltenek egy kis időt.
A film 1976-ba ugrik, amikor Jobs ismét Los Altos-ban él örökbefogadó szüleivel, Paullal és Clarával. Az Atari-nál dolgozva barátságot köt gyermekkori barátjával, Steve Wozniakkal, aki éppen személyi számítógépet épít. Miután megalapították az Apple Computer céget, ezt a számítógépet Apple I-nek nevezik el. Miután Wozniak bemutatta az Apple I-et a Homebrew Computer Club-ban (magyarul „otthoni építésű számítógép klub”), Jobsnak sikerül meggyőznie Paul Terrel számítógép-kereskedőt, hogy rendelje meg az első adag számítógépet az újonnan alakult cégtől.
Jobs apja, Paul átengedi nekik a garázsát az új vállalkozásukhoz, ahol Kottke, Bill Fernandez, Bill Atkinson, Chris Espinosa és később Rod Holt is dolgozik az Apple I gyártásán. Mike Markkula befektetésével a kisvállalkozásnak sikerül feljebb lépnie és új projekteket vállalnia.
Jobs és Wozniak kifejlesztik az Apple II-t, és bemutatják az 1977-es West Coast Computer Faire kiállításon. Az Apple II hatalmas siker; az Apple Computer és Jobs mostantól nagy hírnévnek örvend. Jobs hirtelen elkezd eltávolodni régi barátaitól, valamint barátnőjétől, Chris-Ann Brennantól. Utóbbi korábban közölte Jobsszal, hogy terhes tőle. Jobs még Lisa Brennan-Jobs születése után is tagadja az apaságot.
John Sculley-t Jobs javaslatára kinevezik az Apple Computer vezérigazgatójává. Miután Jobs egyre kiszámíthatatlanabbá válik – például azért rúg ki alkalmazottakat, mert azok nem osztják a számítógépes programok írásának szeretetét –, Jobs az Apple Lisa csoportból átkerül az Apple Macintosh csoportba. Mivel Jobs folyamatosan konfliktusba került az alkalmazottakkal, Sculley 1985-ben kirúgja a cégtől.
A film tovább ugrik előre 1996-ba, amikor Jobs már feleségül vette Laurene Powell Jobs-ot, és Lisa elismerten a lánya, aki most már vele él. Van egy fia is, és ő a vezérigazgatója a NeXT vállalatnak, amelyet az Apple felvásárolt. Az Apple jelenlegi vezérigazgatója, Gil Amelio felkéri Jobsot, hogy térjen vissza a vállalathoz tanácsadóként. Jobs rövid idő után leváltja Ameliót a posztjáról, majd Markkula távozását is elintézi, mivel 11 évvel ezelőtt nem támogatta őt, miután kirúgták az Apple-től. Érdeklődik Jonathan Ive munkája iránt, és úgy dönt, hogy vele együtt újra megalapítja az Apple-t.
A film Jobs 1997-es „Think Different” (magyarul Gondolkozz másképp) kampányának – később kiadott – hangfelvételével zárul.

## Szereplők

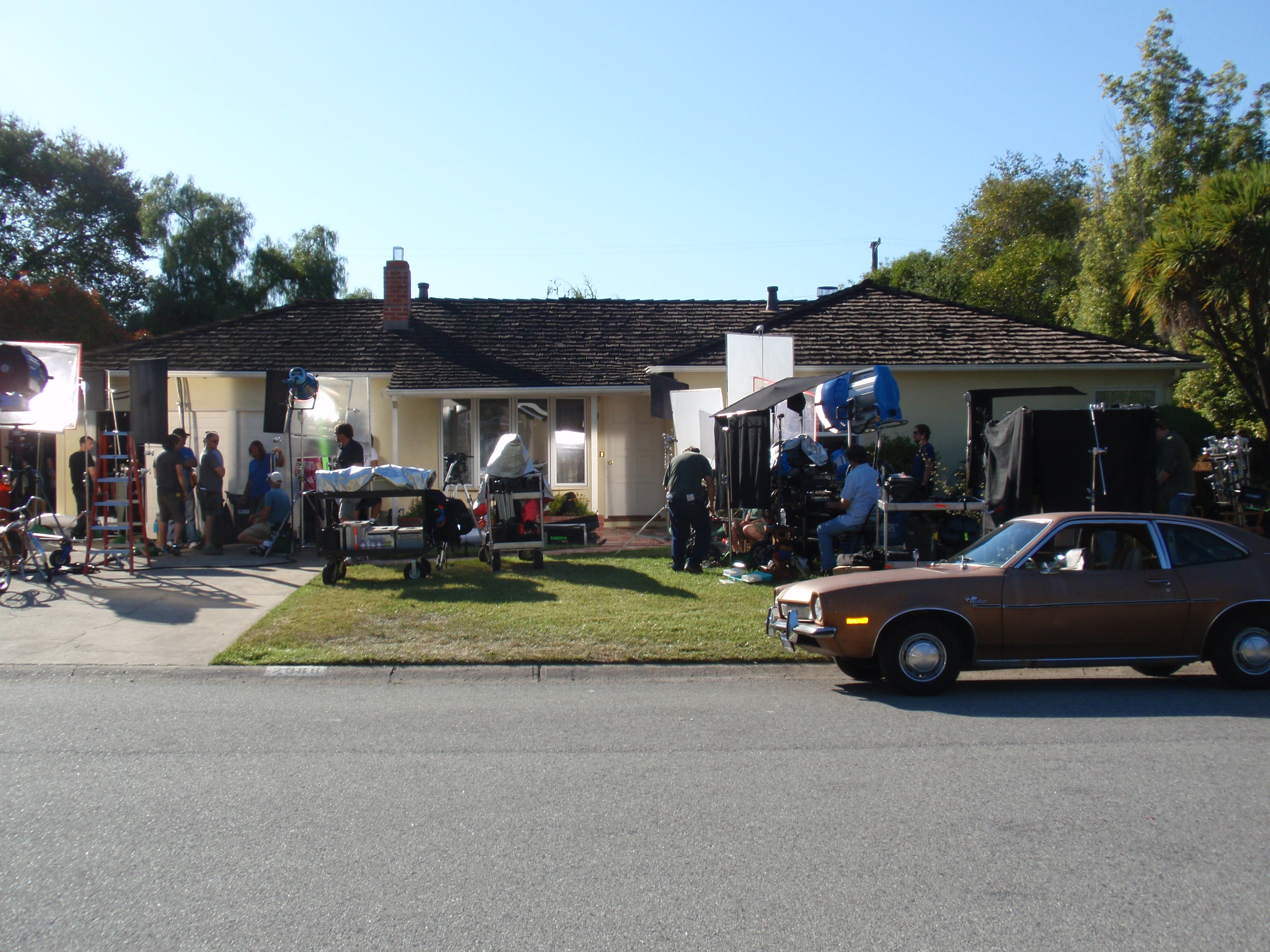
A film forgatását végző stáb Steve Jobs gyermekkori otthonánál, a kaliforniai Los Altosban

| Szereplő              | Színész                     | Magyar hang         |
| Apple-alkalmazottak   | Apple-alkalmazottak         | Apple-alkalmazottak |
| --------------------- | --------------------------- | ------------------- |
| Steve Jobs            | Ashton Kutcher              | Nagy Ervin          |
| Steve Wozniak         | Josh Gad                    | Elek Ferenc         |
| Daniel Kottke         | Lukas Haas                  | Dévai Balázs        |
| Bill Fernandez        | Victor Rasuk                | Renácz Zoltán       |
| Chris Espinosa        | Eddie Hassell               | N/A                 |
| Rod Holt              | Ron Eldard                  | Bozsó Péter         |
| Bill Atkinson         | Nelson Franklin             | Laklóth Aladár      |
| Andy Hertzfeld        | Elden Henson                | Előd Botond         |
| Burrell Smith         | Lenny Jacobson              | Fehér Tibor         |
| Jonathan Ive          | Giles Matthey               | Dolmány Attila      |
| Mike Markkula         | Dermot Mulroney             | Czvetkó Sándor      |
| John Sculley          | Matthew Modine              | Lux Ádám            |
| Arthur Rock           | J. K. Simmons               | Forgács Gábor       |
| Gil Amelio            | Kevin Dunn                  | Berzsenyi Zoltán    |
| Jef Raskin            | Brett Gelman                | Koncz István        |
| Jobs családja         |                             |                     |
| Paul Jobs             | John Getz                   | Áron László         |
| Clara Jobs            | Lesley Ann Warren           | Orosz Helga         |
| Laurene Powell Jobs   | Abby Brammell               | Agócs Judit         |
| Lisa Brennan-Jobs     | Annika Bertea (felnőttként) | N/A                 |
| Lisa Brennan-Jobs     | Ava Acres (fiatalon)        | N/A                 |
| Chrisann Brennan      | Ahna O'Reilly               | Dögei Éva           |
| További szereplők     |                             |                     |
| John "Jack" Dudman    | James Woods                 | Rosta Sándor        |
| Al Alcorn             | David Denman                | Varga Rókus         |
| Paul Terrell          | Brad William Henke          | Sótonyi Gábor       |
| Edgar S. Woolard, Jr. | Robert Pine                 | Szokolay Ottó       |
| Julie                 | Amanda Crew                 | N/A                 |
| Ken Tanaka            | Masi Oka                    | N/A                 |

## Filmzene
A filmben számos klasszikus rock, klasszikus zene és kortárs mű szerepel.
| #   | Cím                                                               | Élőadó(k)                                                                 | Hossz |
| --- | ----------------------------------------------------------------- | ------------------------------------------------------------------------- | ----- |
| 1.  | Peace Train (1971)                                                | Cat Stevens                                                               |       |
| 2.  | Allegro from: Brandenburg Concerto No. 3, BWV 1048 (18th century) | Johann Sebastian Bach                                                     |       |
| 3.  | The House of the Rising Sun (1966)                                | The Brymers                                                               |       |
| 4.  | Silver Ghost (1970)                                               | Parish Hall                                                               |       |
| 5.  | Fantasie Impromptu in C-sharp minor, Op. posth. 66 (1834)         | Frédéric Chopin                                                           |       |
| 6.  | Boots of Spanish Leather (1964)                                   | Bob Dylan                                                                 |       |
| 7.  | Scarborough Fair                                                  | Dylan McDonald & Cassidy Cooper / Produced by Mason Cooper & Jerry Deaton |       |
| 8.  | There Were Times (2013)                                           | Freddy Monday                                                             |       |
| 9.  | Sacrifice (1960s)                                                 | The Brymers                                                               |       |
| 10. | Life's Been Good (1978)                                           | Joe Walsh                                                                 |       |
| 11. | Roll with the Changes (1978)                                      | REO Speedwagon                                                            |       |
| 12. | Shine on Me                                                       | Matthew Cheadle                                                           |       |
| 13. | Walk on the Ocean (1992)                                          | Toad the Wet Sprocket                                                     |       |
| 14. | You Can Do (Whatever) (2013)                                      | Yusuf Islam                                                               |       |

## Bemutató
A Business Insider a film nyitását kasszasikerként jellemezte, az első hétvégén 6,7 millió dollárt keresett, és összességében a hetedik helyen végzett.
Világszerte 42,1 millió dolláros bevételt ért el a 12 millió dolláros költségvetésével szemben, így a film közepes kasszasiker lett.

## Fordítás
- Ez a szócikk részben vagy egészben  a   Jobs (film) című angol Wikipédia-szócikk fordításán alapul.  Az eredeti cikk szerkesztőit annak laptörténete sorolja fel. Ez a jelzés csupán a megfogalmazás eredetét és a szerzői jogokat jelzi, nem szolgál a cikkben szereplő információk forrásmegjelöléseként.
- Ez a szócikk részben vagy egészben  a   Jobs (Film) című német Wikipédia-szócikk fordításán alapul.  Az eredeti cikk szerkesztőit annak laptörténete sorolja fel. Ez a jelzés csupán a megfogalmazás eredetét és a szerzői jogokat jelzi, nem szolgál a cikkben szereplő információk forrásmegjelöléseként.